# Boulemane
Boulemane (en àrab بولمان, Būlmān; en amazic ⴱⵓⵍⵎⴰⵏ) és un municipi de la província de Boulemane, a la regió de Fes-Meknès, al Marroc. Segons el cens de 2014 tenia una població total de 7.104 persones.